# Ediciones Minotauro
Les Ediciones Minotauro sont une maison d'édition espagnole spécialisée dans la science-fiction et la fantasy. Son siège est situé à Barcelone. Fondée en 1955 par Francisco Porrúa (es), elle a été rachetée en 2001 par Grupo Planeta.

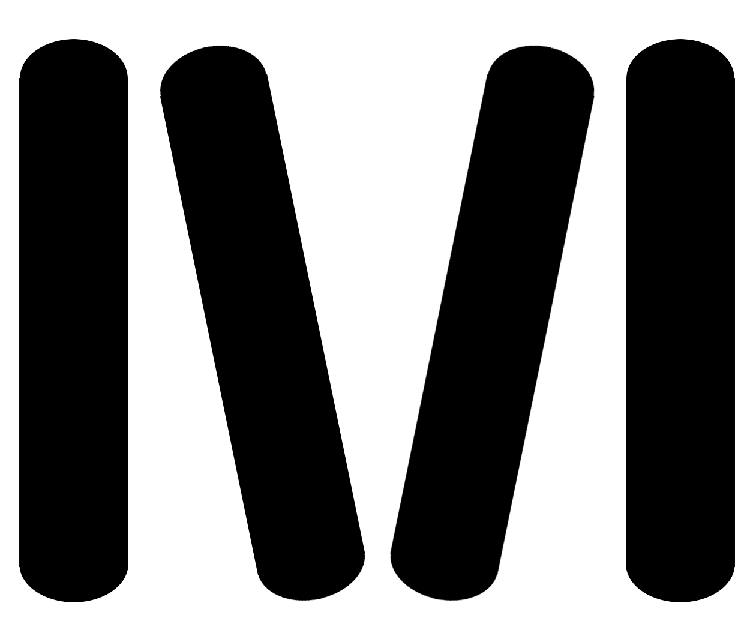
Logo de Minotauro.

De nombreux auteurs anglophones ont été traduits en espagnol aux Ediciones Minotauro, notamment Ray Bradbury et J. R. R. Tolkien.